# 2020. november 28-i konzisztórium
A 2020. november 28-i konzisztóriumot Ferenc pápa hívta össze október 25-én. Összesen 13 új bíborost kreált, közülük 9 pápaválasztó (80 év alatti).
| Nº                         | Ország                 | Név                         | Életkor                | Hivatal                                                                        |
| Pápaválasztó bíborosok     | Pápaválasztó bíborosok | Pápaválasztó bíborosok      | Pápaválasztó bíborosok | Pápaválasztó bíborosok                                                         |
| -------------------------- | ---------------------- | --------------------------- | ---------------------- | ------------------------------------------------------------------------------ |
| 1                          | Málta                  | Mario Grech                 | 63                     | a Püspöki Szinódus főtitkára                                                   |
| 2                          | Olaszország            | Marcello Semeraro           | 72                     | a Szenttéavatási Ügyek Kongregációja prefektusa                                |
| 3                          | Ruanda                 | Antoine Kambanda            | 62                     | Kigali érseke                                                                  |
| 4                          | Egyesült Államok       | Wilton Daniel Gregory       | 72                     | Washington érseke                                                              |
| 5                          | Fülöp-szigetek         | José Fuerte Advincula       | 68                     | Capiz érseke                                                                   |
| 6                          | Chile                  | Celestino Aós Braco OFMCap  | 75                     | Santiago de Chile érseke                                                       |
| 7                          | Brunei                 | Cornelius Sim               | 69                     | Puzia di Numidia címzetes püspöke és Kuala Lumpur és Brunei apostoli vikáriusa |
| 8                          | Olaszország            | Augusto Paolo Lojudice      | 56                     | Siena-Colle Val d’Elsa-Montalcinó-i érsek                                      |
| 9                          | Olaszország            | Mauro Gambetti OFMConv      | 55                     | az assisi Szent Konvent kusztosa                                               |
| Nem pápaválasztó bíborosok |                        |                             |                        |                                                                                |
| 10                         | Mexikó                 | Felipe Arizmendi Esquivel   | 80                     | San Cristóbal de las Casas nyugalmazott püspöke                                |
| 11                         | Olaszország            | Silvano Maria Tomasi CS     | 80                     | Asolo címzetes érseke, apostoli nuncius                                        |
| 12                         | Olaszország            | Raniero Cantalamessa OFMCap | 86                     | a Pápai Ház prédikátora                                                        |
| 13                         | Olaszország            | Enrico Feroci               | 80                     | Castel di Leva-i Santa Maria del Divino Amore kegyhely plébánosa               |